# Municipio de Santiago Matatlán
El municipio de Santiago Matatlán es uno de los 570 municipios en que se encuentra dividido el estado mexicano de Oaxaca. Su cabecera es el pueblo del mismo nombre.

## Geografía
El municipio de Santiago Matatlán se encuentra localizado en el centro del estado de Oaxaca, forma parte del distrito de Tlacolula en la región Valles Centrales. Tiene una superficie territorial de 184.434 kilómetros cuadrados que equivalen al 0.18% de la superficie estatal. Sus coordenadas geográficas extremas son 16°44′ - 16°56′ de latitud norte y 96°19′ - 96°33′ de longitud oeste, y el su altitud va de un máximo de 2 900 a un mínimo de 1 500 metros sobre el nivel del mar.
Sus límites corresponden al noroeste con el municipio de Magdalena Teitipac y el municipio de San Bartolomé Quialana, al norte con el municipio de San Lucas Quiaviní y el municipio de San Pablo Villa de Mitla, al este con el municipio de San Dionisio Ocotepec, al extremo sur con el municipio de San Pedro Tototalápam y al suroeste con el municipio de Yaxe y el municipio de San Baltazar Chichicápam.

## Demografía
La población total del municipio de Santiago Matatlán de acuerdo con el Censo de Población y Vivienda realizado en 2020 por el Instituto Nacional de Estadística y Geografía, es de 10175 habitantes.
La densidad de población asciende a un total de 52.34 personas por kilómetro cuadrado.

### Localidades
El municipio se encuentra formado por veintidós localidades, las principales y su población de acuerdo al censo de 2010 son:
| Localidad         | Población |
| Total Municipio   | 9 652     |
| San Pablo Guilá   | 4 303     |
| Santiago Matatlán | 3 441     |
| Rancho San Felipe | 571       |

## Política

### Representación legislativa
Para la elección de diputados locales al Congreso de Oaxaca y de diputados federales a la Cámara de Diputados federal, el municipio de San Bartolomé Quialana se encuentra integrado en los siguientes distritos electorales:
Local:
- Distrito electoral local de 17 de Oaxaca con cabecera en Tlacolula de Matamoros.[5]

Federal:
- Distrito electoral federal 4 de Oaxaca con cabecera en Tlacolula de Matamoros.[6]